# Physoglenes
Physoglenes là một chi nhện trong họ Physoglenidae.

## Các loài
- Physoglenes chepu Platnick, 1990
- Physoglenes lagos Platnick, 1990
- Physoglenes puyehue Platnick, 1990
- Physoglenes vivesi Simon, 1904